# Tingeling (sång)
Tingeling är en serie sånger skapade och framförda av Henrik Dorsin, Michael Lindgren, Andreas Alfredsson Grube, Andreas Grill, Jorge Olivares Rivas och Grotesco-kollektivet som pausunderhållning i Melodifestivalen 2009. En version av sången släpptes senare på singel och toppade den svenska singellistan den 27 mars 2009. Den 5 april 2009 gick den även in på Svensktoppen.
Pausnumren är en serie komiska sketcher som handlar om att TV-producenten Pål Potter (spelad av Rikard Ulvshammar) och musikproducenten Rolf Philman (Henrik Dorsin) försöker ta fram en artist och en låt i varje melodifestivalsstad. De misslyckas varje gång, och i stället framför Philman sånger från sitt gamla dansband, framför allt den stereotypa dansbandslåten Tingeling, och remixer på Tingeling. I Göteborg sjöng Philman sin gamla sång "Fläskkarré", med Göteborgsstereotyper såsom spårvagnar.

## Versioner

### Tingeling(dansbandsversionen)
Tingeling introduceras i den första delfinalen i Göteborg. Publiken får höra originalet framföras av Rolf Philman och hans dansband i slutet av 1970-talet. Den framförs även på nytt med det återförenade bandet. De kom med på Svensktoppen och sålde järn "150 exemplar".

### Singeling
Vid delfinalen i Skellefteå framfördes Tingeling av Philman själv som en singer-songwritersång kallad Singeling.

### Blingeling
Vid delfinalen i Malmö framförde hiphopkollektivet Kapten Krok Crew låten Blingeling. Fem rappare framträder på låten. Kapten Krok spelas av Dorsin, och övriga av Michael Lindgren.
- Kapten Krok, med ögonlapp
- Polio, parodi på Petter och Coolio, som är rullstolsburen,
- Krumbuktu, parodi på Timbuktu med puckelrygg,
- X-Tra, från krogshowen Slängar av sleven,
- Smogge, parodi på Dogge Doggelito, som är blind.

### Tingaliin (Russian Bass-Lovers Remix)
Finalnumret i Stockholm bestod av en förinspelad sketch och ett musiknummer som framfördes på scenen. Låten framfördes av P-Bros featuring DJ Trexx & Olga Pratilova. Operasångerskan Olga Pratilova har synts i en sketch i Grotesco, där hon framförde en operatolkning av Sagan om ringen. Technoartisten DJ Trexx har också synts i Grotesco, i reklam för ett samlingsalbum med elektronisk dansmusik kallad Croatian Invasion.
Sketchen utspelade sig i Moskva, där Potter och Philman (iklädd pälsmössa) kontaktade "Schlagermaffian" och operasångerskan Olga Pratilova för att få henne att framföra Tingeling.
Därefter kom ett scenframträdande med en delvis ryskspråkig remix på sången, kallad Tingaliin (Russian Bass-Lovers Remix). Framträdandet är fyllt av ryska klichéer, som till exempel en armékör, dansande björnar, matrjosjkadockor, kosackdansare och Tetris, med Hymn till Sovjetunionen och Korobejniki (melodin som är känd från Tetris) invävda. Texten innehåller ryska fraser som Do svidanija Putin (’Hej då Putin’) och Na zdorovje Lenin (’Skål Lenin’).

## Kontrovers
Finalnumret Tingaliin föranledde protester från Anatolij Kargapolov vid Rysslands ambassad i Stockholm, som sade "Det är för oss ofattbart att Sverige kan visa en sådan okunskap och missvisande bild av Ryssland". "Skildringen är avskyvärd". Uttalandet gjordes i en intervju med nyhetstidningen The Local. Följande dagar uppmärksammades kontroversen i TV-nyheter, radiosändningar och kvälls- och morgonpress.
Melodifestivalens projektledare Ronnie Lans bad senare om ursäkt och skickade blommor till ambassaden, men Sveriges Television drog tillbaka ursäkten.

## Album
Sången har släppts för nedladdning i fyra versioner på Itunes, och även som singel i fysiskt format. Den 27 mars 2009 låg singeln på första plats på Sverigetopplistan.
Den 20 maj gavs albumet Tingeling ut. Förutom de låtar som framfördes under Melodifestivalen innehåller albumet fler remixer på Tingeling.

### Låtförteckning
1. Tingaliin (P-BROS feat DJ Trexx & Olga)
2. Lite introsnack så... (Rolf Philman)
3. Tingeling (originalet från 1977) (Tingeling)
4. Solstingeling (Xtra and The Lab Sound System)
5. Tingäälingi (Pirjo Hyvinäänen)
6. El tingelino (Don Jalapeño)
7. Visan om Tingeling (Buddha på Bastugatan)
8. Blingeling (Kapten Krok Crew)
9. Lite mellansnack och det (Rolf Philman)
10. Tingeling, Tingeling (Tingeling med Rolf Philman)
11. The Bass is International (DJ Trexx)
12. Dangeland, dangelang (Carl McRoo)
13. Din vackraste klänningeling (Lasse Andersson)
14. Katschingeling (Curlstie Spearsty)
15. Två hjärtans tingeling (Markusson & Forelli)
16. Welcome to Internet (DJ Trexx pres. Dr Internet)
17. Tingeling (Disco Suburbia Remix) (Bob Grillman)
18. Tingaliin (Dancingeling Remix) (DJ Boris)
19. Fläskkarré med plommon (Rolf Philman)
20. Jaha, nu är det slutsnackat (Rolf Philman)
21. Singeling (Rolf Philman)
22. Farfars urin (Rolf Philman) (dolt spår)

## Listplaceringar
| Lista (2009) | Topplacering |
| ------------ | ------------ |
| Sverige      | 1            |

Black Jack har spelat in en cover i albumet Casino 2012